# امیر کورنگی
امیر کورنگی (انگلیسی: Amir Korangy) تهیه کننده فیلم آمریکایی ایرانی تبار است.